# 路上のハードボイルド
路上のハードボイルド(ろじょうのハードボイルド)は、Scoobie Doのシングルである。
2002年、ビクターエンタテインメントよりリリースされたマキシシングル。初回版はCDエクストラを仕様し、ライヴ映像を収録してある。

## 収録曲
1. 路上のハードボイルド
作詞/松木泰二郎、小山周　作曲/松木泰二郎
2. 真夜中のヒーロー
作詞/松木泰二郎、小山周　作曲/松木泰二郎
アルバム未収録
3. 冷戦
作詞・作曲/松木泰二郎
アルバム未収録

全編曲/Scoobie Do

### CD-EXTRA
1. Get Up
2002年9月19日、渋谷クラブクラトロのライヴ映像。

## メンバー
- マツキタイジロウ : ギター、コーラス、ハンドクラップ、バトルクライ
- コヤマシュウ : ボーカル、ハープ
- オカモトタクヤ : ドラム、コーラス、パーカッション、ピアノ、ハンドクラップ、バトルクライ、チャイルディッシュコーラス、ゴング
- イケナガジョー : ベース、コーラス、ハンドクラップ、バトルクライ

## 参加ミュージャン
- YASSY : トロンボーン (from B B B BAND)
- KOO : トランペット (from B B B BAND)
- 三原 重夫 : パーカッション、コンガ、グルーヴアドバイザー
- 高野 勲 : オルガン、ブラスアレンジ

## スタッフ
- 山崎岳男 : レコーディング・ミックスエンジニア
- 中山佳敬 : レコーディング・エンジニア
- 沖山俊、橋本将 : アシスタント
- 宮本茂男 : マスタリング